# Evidentia
En retórica, la evidentia (o demonstratio), dentro de las figuras literarias, es una de las figuras de descripción. Se trata de un término que hace referencia genérica a una técnica descriptiva que consigue representar una realidad de una forma especialmente viva y detallada.
A tal efecto, la evidentia hace uso de varios recursos: 
- la descripción pormenorizada;
- la enumeración;
- la translatio temporum o "cambio de perspectiva temporal", esto es, utilizar un presente histórico para hacer la acción más cercana al receptor;
- el apóstrofe;
- la sermocinatio;
- la similitudo;
- la subiectio.

- Datos: Q1382380